# Axel Leonard
Axel Leonard (* 10. Januar 1964 in Hollage) ist ein deutscher Jurist und Richter am Bundesfinanzhof.

## Leben und Wirken
Leonard studierte Rechtswissenschaften an der Universität Osnabrück, wo er 1989 sein Erstes Juristisches Staatsexamen ablegte. Sein anschließendes Referendariat schloss er 1993 mit dem Zweiten Staatsexamen ab. Danach war er als Leiter der Rechtsbehelfsstelle des Finanzamts von Bad Bentheim tätig. 1997 wurde er von der Universität Osnabrück mit der europarechtlichen Schrift Die Rechtsfolgen der Nichtumsetzung von EG-Richtlinien zum Dr. iur. promoviert. Im selben Jahr wurde er zum Regierungsrat ernannt, wechselte aber bereits ein Jahr später als Richter an das Niedersächsische Finanzgericht in Hannover. 2000 wurde er dort zum Richter am Finanzgericht ernannt und war vor allem mit umsatzsteuerrechtlichen Fragestellungen befasst. Seit 2014 ist er Lehrbeauftragter für Umsatzsteuerrecht an der Universität Osnabrück und ist auch Mitherausgeber eines Kommentars zum Umsatzsteuergesetz.
2017 wurde Leonard zum Richter am Bundesfinanzhof gewählt und dem vor allem für Umsatzsteuerrecht, Kindergeld und Steuerbefreiungen im Bereich der Körperschaft- und Gewerbesteuer zuständigen V. Senat zugewiesen.
Zum 30. September 2022 ist Leonard als Richter am Bundesfinanzhof ausgeschieden.